# Дроллинг, Мишель Мартен
Мишель Мартен Дроллинг (Мишель Мартен Дроллен, фр. Michel Martin Drolling; 7 марта 1789, Париж — 9 января 1851, там же) — французский исторический и портретный живописец. Педагог. Профессор живописи. Представитель французского классицизма. Брат художницы Луизы Дроллинг.

## Биография
Первые уроки живописи получил у отца Мартена Дроллинга (1752—1817), затем с 1806 в Парижской академии художеств — ученик Ж. Л. Давида.
За написанную им картину «Гнев Ахилла» в 1810 был удостоен Римской премии Французской академии в Риме. Став лауреатом Большой Римской премии, получил возможность отправиться в Италию и жить за счёт патрона премии.
В течение нескольких лет совершенствовал мастерство в Риме, где изучал произведения старинных мастеров.
После возвращении на родину выставлялся в Парижском Салоне, между прочих картин, в 1817 — полотно «Смерть Авеля».
В 1837 стал членом французской Академии изящных искусств при Институте Франции.

## Творчество
Автор неоклассических картин, преимущественно на сюжеты, заимствованные из античной истории, мифологии и Библии. Портретист.
Произведения его отличаются грациозностью композиции, правильностью рисунка, благородством форм и верностью природе, хотя и производят несколько холодное впечатление. В его работах ощутимо влияние старых голландских мастеров живописи.
Главные среди них:
- Орфей и Евридика (грав. Фр. Гарнье),
- Разлука Поликсены с её матерью, Гекубой (обе в Лувре),
- Отрок-Христос среди мудрецов во храме (в парижской церкви Лореттской Богоматери),

А также несколько плафонов в Луврском и Версальских дворцах и стенная живопись в парижской церкви св. Сульпиция.
Портреты, написанные Дроллингом, замечательны по верной характеристике изображенных лиц и прекрасной лепке.

## Педагогическая деятельность
Профессор живописи. Преподавал в парижской Национальной высшей школе изящных искусств, где воспитал многих известных французских художников, среди которых Аман, Ж. Бретон, Бриллуен, Фентон, Альфред Декан, Шаплен, Клеман, Ришом, Эннер и др.

## Галерея
|  |  |  |  |  |